# Cratoavis
Cratoavis ist eine Gattung ausgestorbener, zahntragender Vögel aus der Gruppe der Enantiornithes. Die einzige bekannte Art der bislang monotypischen Gattung ist Cratoavis cearensis aus der Crato-Formation (Santana-Gruppe) des Araripe-Beckens von Ceará im Nordosten Brasiliens.

## Etymologie und Forschungsgeschichte
Der Gattungsname Cratoavis leitet sich ab von der Fundschicht innerhalb der Crato-Formation und der wissenschaftlichen Bezeichnung der Vögel (Aves). Der Artzusatz „cearensis“ nimmt Bezug auf den Fundort im brasilianischen Bundesstaat Ceará.
Gattung und Typusart sind nur durch ein einziges Fossil belegt, das im Pedra Branca-Steinbruch bei Nova Olinda im Bundesstaat Ceará gefunden wurde. Der Holotypus liegt als Platte und Gegenplatte vor und wird in der Sammlung der Abteilung für Geologie (DG) an der Universidade Federal do Rio de Janeiro (UFRJ) unter der Inventarnummer „UFRJ-DG 031 Av“ aufbewahrt.
Das Fossil wurde von Ismar de Souza Carvalho, Fernando Novas, Federico Agnolín, Marcelo P. Isasi, Francisco I. Freitas und José A. Andrade bereits im Mai 2015 in einem Artikel in der Wissenschaftszeitschrift Nature Communications im Detail beschrieben, jedoch noch ohne Zuweisung zu einer Gattung oder Art. Eine gültige Erstbeschreibung durch die gleiche Autorengruppe folgte einen Monat später im Brazilian Journal of Geology.

## Fossilbeleg und Alterseinstufung
Der Holotypus und bislang einzige Fossilbeleg umfasst das weitgehend artikulierte (im anatomischen Verband stehende) Teilskelett eines einzelnen Individuums. Abdrücke von Federn sind ebenfalls erkennbar. Teile des nur schlecht erhaltenen Schädels, der Wirbelsäule, des Schulter- und des Beckengürtels sowie der vorderen und hinteren Gliedmaßen liegen in seitlicher Ansicht frei. Schädel und Halswirbelsäule sind im Vergleich zu Rumpf und Gliedmaßen verdreht. Sie liegen mit ihrer rechten Seite im Gestein eingebettet, das restliche Skelett hingegen großteils mit der linken Seite. Lediglich die proximalen Schwanzwirbel, das Pygostyl und die daran ansetzenden Schwanzfedern liegen in dorsaler Ansicht frei. Die geringe Größe und einige andere Skelettmerkmale deuten darauf hin, dass es sich bei dem Individuum um ein Jungtier gehandelt haben könnte.
Das Fossil stammt aus feinlaminierten, mikritischen Plattenkalken (Nova Olinda-Member) der Crato-Formation. Letztere wird auf Basis palynologischer Befunde in das Aptium (Unterkreide; etwa 126,3–112,9 Ma) gestellt. Zum Zeitpunkt der Erstbeschreibung stellte das Fossil den bislang vollständigsten Nachweis eines Vertreters der Vögel aus der Unterkreide im Gebiet des ehemaligen Südkontinents Gondwana.

## Merkmale
Das fossil erhaltene Exemplar von Cratoavis cearensis erreichte mit einer Körperlänge von rund 6 cm, von der Schnauze bis zum Ende des Pygostyls, nur etwa die Größe eines Kolibris. Herausragendstes Merkmal des Fossils sind zwei extrem ausgeprägte Steuerfedern, deren Länge die Körperlänge um 30 % übertrifft. Die Rhachis dieser Federn ist bandartig verbreitert. Eine symmetrische Federfahne ist nur am distalen Ende, etwa auf den letzten 15 % der Gesamtfederlänge, ausgebildet. Die Federfahne scheint nur aus Federästen zu bestehen. Hinweise auf Barbulae sind nicht erkennbar. Federn dieses Typs treten bei den modernen Vögeln nicht auf, sind aber von mehreren anderen Vertretern der Enantiornithes, wie etwa Protopteryx, Bohaiornis, Dapingfangornis oder Junornis sowie bei einigen der nicht zu den Enantiornithes gehörenden Confuciusornithidae bekannt.
Ein weiteres gattungstypisches Merkmal sind die schlanken und stark verlängerten Phalangen der dritten Zehe. Die dritte Zehe wird dadurch wesentlich länger, als der dazugehörende Mittelfußknochen. Die Kralle der ersten Zehe ist deutlich stärker gekrümmt als die der anderen Zehen.
Zähne sind fossil nicht erhalten, entsprechende Alveolen weisen jedoch darauf hin, dass zumindest die Maxilla zu Lebzeiten bezahnt war. Das kegelförmige Pygostyl weist ventrolateral zwei annähernd parallele Längstleisten auf. Der mediale Rand des Rabenbeins ist deutlich konkav, während der laterale Rand konvex geformt ist. Das Rabenbein selbst ist über einen Gelenkzapfen mit einer entsprechenden Gelenkpfanne des Schulterblatts verbunden. Das distale Ende des dritten Mittelhandknochens reicht über den zweiten Mittelhandknochen hinaus. Die distalen Fußwurzelknochen sind mit den proximalen Enden der Mittelfußknochen zum Tarsometatarsus verwachsen. Die distalen Enden der Mittelfußknochen sind dagegen frei und der erste Mittelfußknochen ist am distalen Ende „J-förmig“ nach hinten gekrümmt. Alle diese Merkmale weisen Cratoavis als typischen Vertreter der Enantiornithes aus.

## Systematik
Die Erstbeschreiber interpretierten Cratoavis als Vertreter der Euenantiornithes (sensu Chiappe & Walker, 2002) innerhalb der Enantiornithes. Über die innere Systematik der Enantiornithes herrscht allerdings noch kein allgemeiner Konsens. Insbesondere das Taxon der Euenantiornithes wird nicht von allen Autoren als gültig akzeptiert und wurde unter anderem von David William Steadman und Paul Sereno heftig kritisiert.

## Palökologie

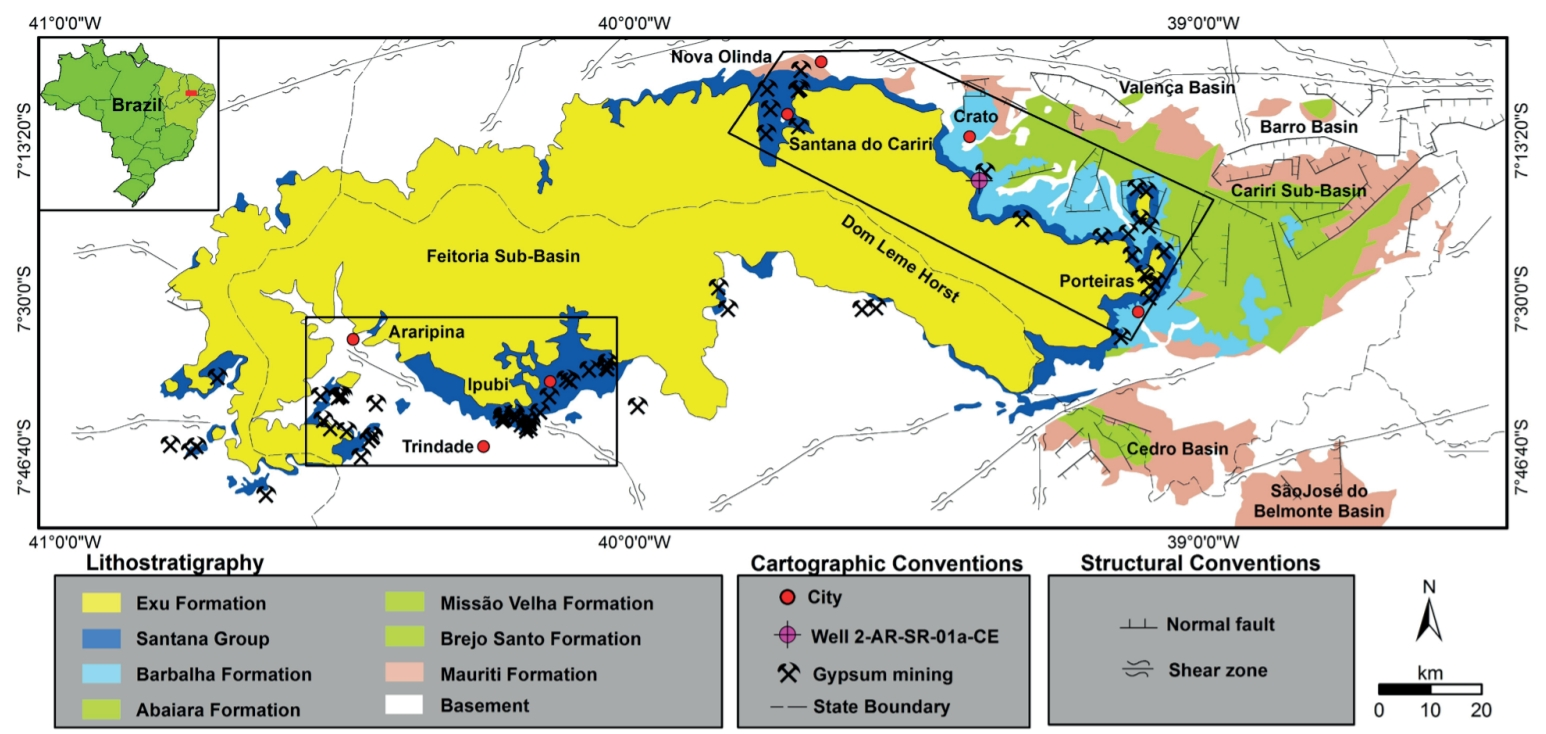
Lage und geologische Kartenskizze des Araripe-Beckens im Nordosten Brasiliens. Nova Olinda Member und Crato-Formation sind Teil der Santana-Gruppe (dunkelblau).

Die Gesteine des Nova Olinda-Members innerhalb der Crato-Formation wurden in einem ausgedehnten See oder einer Lagune im nordöstlichen Bereich des Araripe-Beckens abgelagert. Die heutige Verbreitung der feinlaminierten, mikritischen Kalke belegen eine Ausdehnung des Wasserkörpers von mindestens 75 × 50 km. Lithologie und Geochemie der Plattenkalke lassen auf einen stabil geschichteten Wasserkörper mit einer gut durchlüfteten, oberflächennahen Süßwasserschicht und stagnierenden, anoxischen und/oder hypersalinaren Tiefenwässern schließen.
Die Wirbeltierfauna des Nova Olinda-Members wird von Fischen, insbesondere von kleinen Fischen der Gattung Dastilbe, dominiert. Überreste von Flugsauriern stellen erstaunlicherweise die zweithäufigste Gruppe von Wirbeltierfossilien. Fossilien anderer Wirbeltiere sind wesentlich seltener und umfassen unter anderem diverse Amphibien, das Krokodil Susisuchus oder das schlangenähnliche Schuppenkriechtier Tetrapodophis.
Schalenreste von Mollusken sind im Nova Olinda-Member nicht vorhanden. Häufig finden sich dagegen oft gut erhaltene Pflanzenreste und Fossilien von meist landlebenden Gliederfüßern.
Mit Ausnahme der Fische wurde ein Großteil der Tier- und Pflanzenreste über Fließgewässer oder als Windfracht in der Ablagerungsraum des Nova Olinda-Members transportiert. Sie repräsentieren dementsprechend Fauna und Flora im Hinterland, welches sich als arides Gebiet mit einer Chaparral-ähnlichen Vegetationsdecke charakterisieren lässt.
Die Vertreter der Enantiornithes lassen sich, mit wenigen Ausnahmen, generell als baumbewohnende Insektenfresser interpretieren und eine der Erstbeschreibung beigefügte Illustration zeigt Cratoavis entsprechend dargestellt. Die Funktion der überlangen Steuerfedern ist nicht restlos geklärt. Die Federn sind offensichtlich weder für aerodynamische Zwecke noch sonst zur Stabilisierung der Körperbalance besonders geeignet. Vermutet wird, dass es sich um ein sekundäres Geschlechtsmerkmal handelt.